# Emmanuel Misichili
Emmanuel Misichili (6 febbraio 1978) è un ex calciatore zambiano, di ruolo portiere.

## Carriera

### Nazionale
Ha debuttato in Nazionale il 16 maggio 1998, in Zambia-Mozambico (1-0). Ha partecipato, con la Nazionale, alla Coppa d'Africa 2000. Ha collezionato in totale, con la maglia della Nazionale, due presenze e due reti subite.

## Palmarès

### Club

#### Competizioni nazionali
- Coppa dello Zambia: 1

Nkana: 2000